# 国家纪念堂 (爱丁堡)

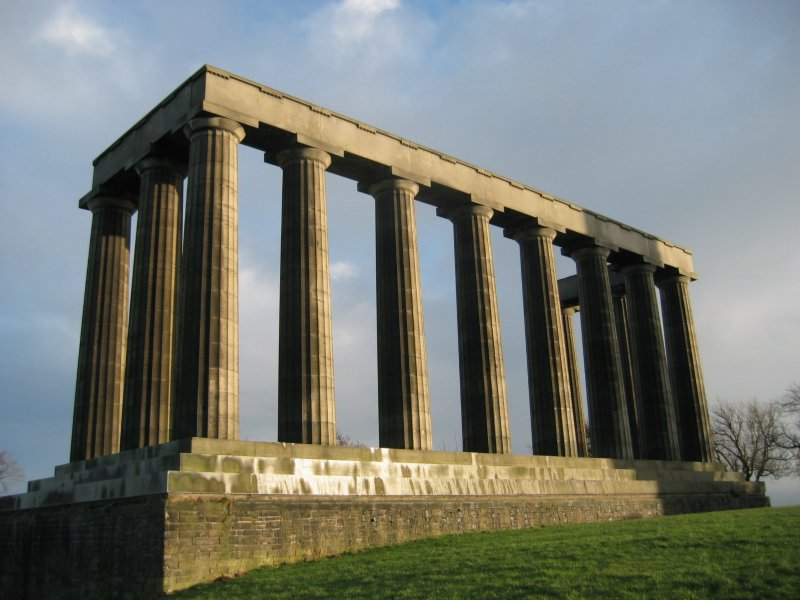
国家纪念堂

国家纪念堂（National Monument）位于苏格兰爱丁堡，是为了纪念在拿破仑战争中阵亡的苏格兰士兵。
国家纪念堂矗立在爱丁堡新城以东的卡尔顿山山顶。它是由查尔斯·罗伯特·科克雷尔和他的合作者威廉·亨利·普莱费尔设计，以雅典帕特农神庙为蓝本。在1826年开工建设，但是仅有部分完成。
早在1817年，人们呼吁在爱丁堡兴建一座纪念堂，以纪念在拿破仑战争中的阵亡者。1822年1月，有人提议建造一个帕特农神庙的复制品，花费4.2万英镑。这项提议得到沃尔特·司各特爵士等众多著名人士的支持。但是十六个月后，只得到1.6万英镑捐款，以及国会的1万英镑赠款。1826年终于开工，但是由于使用优质材料，资金所剩无几，到1829年被迫停建。当地人传说，格拉斯哥愿意支付费用，但是爱丁堡太骄傲，不愿接受其他城市的好心。因此，该纪念堂的绰号是“爱丁堡的耻辱”或“爱丁堡的愚蠢”。 
后来，试图完成国家纪念堂的尝试，由于缺少资金，或者由于缺乏热情，都没有结果。2004年又有一项提议。